# Éclaires
Éclaires  là một xã thuộc tỉnh Marne trong vùng Grand Est đông nam nước Pháp. Xã này nằm ở khu vực có độ cao trung bình 154 mét trên mực nước biển.
Ngày 3 tháng 4 năm 2007, Éclaires là nơi ghi kỷ lục của tàu TGV, phá kỷ lục 574,8 km/h.